# I Like
I Like to piosenka electropop stworzona przez Davida Josta i Robina Gruberta na reedycję debiutanckiego albumu studyjnego Keri Hilson, In a Perfect World... (2010). Wyprodukowany przez Josta oraz Gruberta, utwór wydany został jako pierwszy singel promujący krążek In a Perfect World... I Like Edition dnia 11 grudnia 2009 w Niemczech. Kompozycja stała się również sygnaturalną piosenką niemieckiej komedii romantycznej Zweiohrküken.
Pierwotnie, utwór miał zostać nagrany przez niemiecką wokalistkę Sarah Connor, jednak z powodu prac nad albumem „Real Love” prośba o nagranie kompozycji została odrzucona przez wokalistkę.

## Wydanie singla
W Niemczech „I Like” zadebiutował na szczycie oficjalnego zestawienia najchętniej kupowanych singli dnia 21 grudnia 2009. Jest to do tej pory najpopularniejszy solowy utwór Keri Hilson w tymże kraju. W tym samym zestawieniu kompozycja w sumie trzykrotnie zajmowała pozycję #1, zaś w styczniu 2010 roku odznaczona została złotą płytą za sprzedaż singla przekraczającą liczbę 150 000 egzemplarzy. Piosenka odniosła również sukces w Austrii, gdzie znalazła się w Top 3 oficjalnego notowania najpopularniejszych singli. Kompozycja notowana była również w Szwajcarii, gdzie znalazła się na miejscu #5 oraz w Szwecji, gdzie osiadła na pozycji #46 zestawienia Sverigetopplistan.

## Teledysk
Teledysk do singla nagrywany był w październiku 2009 oraz reżyserowany przez Aarona Platta. Klip przedstawiający Hilson tańczącą w apartamencie oraz prezentujący sceny z filmu Zweiohrküken miał premierę dnia 20 listopada 2009. Miesiąc później, dnia 24 grudnia 2009 za pośrednictwem serwisu internetowego Vevo.com ukazała się wersja videoclipu pozbawiona kadrów z promowanej przez utwór komedii.

## Listy utworów i formaty singla
Niemiecki CD singel
1. „I Like” (Jost & Grubert Radio Mix) – 3:37
2. „I Like” (Manhattan Clique Remix) – 6:01

## Pozycje na listach
| Lista przebojów (2010)        | Najwyższa pozycja |
| ----------------------------- | ----------------- |
| Austria Singles Chart         | 2                 |
| Belgia Singles Chart          | 37                |
| Dania Singles Top 40 Chart    | 30                |
| Niemcy Singles Chart          | 1                 |
| Polska (ZPAV)                 | 1                 |
| Norwegia Singles Top 20 Chart | 2                 |
| Szwecja Singles Top 60 Chart  | 46                |
| Szwajcaria Singles Chart      | 5                 |
| UK Singles Chart              | 34                |